# Petermannia cirrosa
Petermannia cirrosa ist die einzige Pflanzenart aus der Familie der Petermanniaceae in der Ordnung der Lilienartigen (Liliales). Die Lianenpflanze kommt nur in einem kleinen Gebiet Ost-Australiens vor. Sie ist nach dem deutschen Geografen und Kartografen August Heinrich Petermann benannt.

## Beschreibung
Petermannia cirrosa ist eine ausdauernde Pflanze und erreicht eine Höhe von bis zu 6 Meter. Die oberirdischen Teile wachsen aus schuppenblättrigen Rhizomen heraus. Sie ist eine Liane und klettert mittels endständiger Blattranken, die durch nachfolgenden Wuchs der Sprossachse aus der Blattachsel gegenständig zum Blatt stehen und eine Länge von 5 bis 15 Zentimeter erreichen. Die verholzenden Stängel sind mit Stacheln besetzt. Die Pflanze enthält in allen Teilen Kristallsand.
Die wechselständigen, gestielt bis annähernd sitzenden Blätter sind glatt, glänzend einfach, ganzrandig und lanzettlich bis eiförmig oder elliptisch, spitz zulaufend und haben eine Länge von 3,5 bis 10 und eine Breite von 1 bis 4 Zentimeter. Die Blattstiele sind 3 bis 5 Millimeter lang und dick.
Die kleinen Blüten stehen in 5 bis 10 Zentimeter langen Rispen, Blütenstiele sind nur schwach ausgeprägt. Der Perianth setzt sich aus sechs freien und annähernd gleichen, 5 bis 7 Millimeter langen, weißen oder rötlich-grünen und zurückgebogenen Blütenhüllblättern in zwei Blattkreisen zusammen. Auch die sechs Staubblätter sind unverwachsen und in zwei Kreisen angeordnet, die Pollenkörner werden einzeln verbreitet, sind 43 bis 47 Mikrometer lang, umgekehrt eiförmig und sulcat. Es gibt je einen Griffel und eine Narbe, Letztere ist verdickt und nass. Als Bestäuber fungieren Schwebfliegen.
Der Fruchtknoten ist unterständig, die Frucht ist eine runde, fleischige, glatte und zur Reife leuchtendrote Beere mit einem Durchmesser von 10 bis 15 Millimeter und enthält fünfzehn bis einhundert dunkelbraune Samen.
Die Chromosomenzahl beträgt 2n = 10.

## Verbreitung
Petermannia cirrosa ist endemisch in kühleren Regenwäldern an der mittleren Ostküste Australiens, im Grenzland von Queensland und New South Wales nördlich der Hastings Range, wo sie unter subtropischen bis tropischen Bedingungen vorkommt. Sie ist selten.

## Systematik
Die Familie Petermanniaceae ist das Schwestertaxon zu einer Klade aus Inkaliliengewächsen, Luzuriagaceae und Zeitlosengewächsen, ältere Untersuchungen hatten sie noch als Teil der Zeitlosengewächse, Stechwindengewächse oder Philesiaceae verstanden.

## Paläobotanik
1994 wurde durch John G. Conran anhand eines rund 8 × 5 Zentimeter messenden Blattfossils aus dem oberen Eozän Petermanniopsis angleseaënsis erstbeschrieben und provisorisch als Schwestertaxon in die Verwandtschaft der Petermannia gestellt.

## Nachweise
- Peter F. Stevens: Angiosperm Phylogeny Website. Version 7, Mai 2006, Zugriff am 1. März 2008, (online)
- L. Watson, M. J. Dallwitz: The families of flowering plants: descriptions, illustrations, identification, and information retrieval. 1992 ff., Zugriff: 1. März 2008. (online)
- G. J. Harden: Petermannia cirrosa F.Muell. In: New South Wales Flora Online, Zugriff: 1. März 2008, (online)